# وادي محرم
وادي مَحْرَم، أو ميقات وادي مَحْرَم، هو الميقات الذي يُحرم منه الحُجَّاج والمعتمرون المارُّون من الشرق بالهَدا، والطائف. (وهم في الغالب من أهل نجد الراغبين في النزول من طريق جبل كَرا)، ويسيل من الجبال الواقعة بين جبال غفار غرباً وجبل الغمير شرقاً، ويقع جنوب وادي قرن في لحف جبل كرا.

## الموقع
يقع ميقات وادي مَحْرَم في منطقة الهَدا غربَ مدينة الطائف عند بداية الطريق النازل من جبل كَرا إلى مكة المكرمة. توجد بمنطقة الميقات هذه مرتفعات ومنخفضات إذ كان موقع المسجد الذي يصلى فيه بمنطقة منخفضة، وكان لدى الجهة المنفذة للمشروع قطعة الأرض فوق تلة بالجوار ولذلك بني مسجد ميقات وادي محرم الجديد فوق تلك التلة بعد عمل جدران ساندة وبذلك أصبح المشروع مطلا على بقية أجزاء الوادي المجاور. ويعد ميقات وادي محرم أحد المواقيت المهمة على طريق الرياض، ويخدم الحجاج والمعتمرين القادمين من المناطق الجنوبية والشرقية والعاصمة الرياض، إضافة لقاطني محافظة الطائف. على ارتفاع 2000 متر فوق مستوى سطح البحر.
ويليه وادي قرن من الشمال ووادي الغدير من الجنوب، ومن الجنوب الشرقي يقع وادي مسرة ثم الطائف، ومن الغرب تقع قرية الهدا على الطريق إلى مكة. ووادي محرم، هو أعلى من وادي قرن، كما أن قرن المنازل هو أسفله وطريقه يمر بجبل كرا ثم وادي نعمان ثم عرفات.
يبعد ميقات وادي محرم عن المسجد الحرام عبر الطريق الجبلي الذي يمر بالهدا مسافة 76 كم ويبعد عن الطائف مسافة 10 كم. ويبعد عن مسجد السيل الكبير حوالي 33 كم.

## تاريخ
يعود تاريخ بناء مسجد ميقات وادي محرم إلى عام 1399هـ، ويضم مصلى رئيسيًا تبلغ أبعاده 40×25 مترًا، وتعلوه مئذنة يصل ارتفاعها إلى 30 مترًا. وقد جُهز الميقات بالعديد من الخدمات والمرافق الحديثة التي تلبي احتياجات الحجاج والمعتمرين، بما في ذلك ذوو الاحتياجات الخاصة.
وكان الموقع يضم مسجدًا قديمًا استخدم سابقًا ميقاتاً للحجاج والمعتمرين قبل بناء المسجد الحالي.

## المساحة
ميقات وادي محرم مقام على أرض مساحتها نحو 2500 متر مربع، بُني عام 1399هـ فوق تلة مطلَّة على الوادي، ويتكون من مسجد ودورات مياه، إضافة إلى 13 وحدة سكنية، ومواقف للحافلات وأُخرى للسيارات، ومحالّ لبيع ملابس الإحرام وما يلزم الحاج والمعتمر.

## المحاذاة

مئذنة مسجد ميقات وادي محرم

وادي محرم هو ميقات نصاً، لا محاذاة، وقد صدرت الفتوى باعتباره ميقاتاً نصاً لا محاذاة من الشيخ محمد بن إبراهيم آل الشيخ مفتي الديار السعودية، وسبب كونه ميقاتاً نصاً هو أن وادي محرم يعتبر هو ابتداء السيل الكبير، ويشمل وادي محرم الذي في طريق الهدى بالطائف.
فقد صدرت فتوى شرعية باعتبار «وادي محرم ميقاتاً نصاً لا محاذاة» من مفتي السعودية الشيخ محمد بن إبراهيم آل الشيخ حتى عام 1389هـ، لأن وادي محرم هو ابتداء لوادي السيل الكبير ويصل إلى ميقات قرن المنازل. وميقات وادي محرم، هو من أكبر المواقيت مساحة وإقبالاً، وهو ميقات أهل الطائف والقادمين إلى الطائف باتجاه مكة من المنطقة الجنوبية والوسطى والشرقية. ويقع شرق ضاحية الهدا في واد يسمى «محرم».
وقع الاختلاف في أنه ميقات لأهل نجد أو لأهل الطائف، وإنما قصدنا الميقات الذي وقته رسول الله (ﷺ)، فإنه قد يُطلق الميقات على مكان الإحرام، وإن كان بالمحاذاة لا بالتوقيت؛ ولهذا ورد في عبارة بعض الكتاب أن السيل ميقات أهل نجد، ووادي محرم ميقات أهل الطائف.
هذا الاختلاف والالتباس الذي حصل في هذا الميقات، حصل بسبب تقدُّم العهد حيث تغيَّرت أسماء كثير من المناطق، ونُسيت أسماؤها المعروفة سابقاً، وحدثت لها أسماء جديدة بحيث خفيت على عامَّة الناس، ووجود طريقين بين مكة والطائف. وهذان الطريقان ـ كما ستعرف ـ قديمان مذكوران في كتب المتقدمين، وإن تغيرت بعض مساراتهما فإنهما يمرَّان بمكان الإحرام القديم.
ميقات قرن المنازل له مسجدان هما مسجد السيل الكبير ومسجد وادي محرم يقع كل واحد منهما على خط أسفلتي رئيس، ويقع المسجدان في طرفي وادي قرن المنازل الممتد من جنوب منطقة الهدا في الجنوب الغربي إلى بلدة السيل في الشمال الشرقي بطول 450 كم ويظهر من بعضهم أن وادي محرم هو أعلى وادي قرن، كما أن قرن المنازل هو أسفله.
لمَّا فُتح الطريق الذي ينفذ من الطائف إلى مكة الذي يُسمى (بالهدا) (أو بالكرا)، ولا يمر بوادي السيل؛ اجتهد العلماء وحددوا فيه ميقاتًا يُحرم منه من أراد الحج أو العمرة، وكان يريد القدوم من ذلك الطريق.
وهذا الطريق -وهو طريق الهدا- يمر بوادٍ يُقال له (وادي محرم)، ووادي محرم يحاذي أعلى مكان من وادي السيل؛ ولذلك جعلوا وادي محرم ميقاتا لمن قدم من ذلك الطريق وأراد الحج أو العمرة. والعلماء نصُّوا على أن من دخل مكة من غير هذه المواقيت، لزمه أن يحرم إذا حاذى أقربها، فإذا لم يحاذِ بعضًا، ولم يدرِ بالمحاذاة، لزمه أن يُحرم إذا بقي بينه وبين مكة مرحلتان.
وميقات وادي محرم يحرم منه أهل الطائف وأهل البلاد الجنوبية الذين ينزلون من ذلك الطريق.
ومن ذلك يظهر أن قرن المنازل واقع في النخلة اليمانية1 أو قربها، ولا يمكن أن يكون هو الذي في وادي محرم؛ لأنه بعيد عن النخلة اليمانية الواقعة في شمال مكة على طريق العراق شرق حنين (الشرائع)، أما الذي يقع في طريق النخلة اليمانية  فهو السيل الكبير فهي واقعة بينه وبين الشرائع.
وللطائف طريق قديم عن طريق الهَدَا (بفتح أوله وثانيه)، وطريق الهدا يمرُّ من عرفات فشداد فالكُرّ (بضم الكاف وتشديد الراء) فجبل كَرَا (بالفتح) فالهَدا (بالفتح) فعلوا وادي محرم فبجرة قَرْن (بفتح أوله وسكون ثانيه) فجبجب فمسرة فمعشى فالطائف. فتكون المسافة بين مكة والطائف من طريق كَرا الجديد قرابة 85 كيلو متراً.
وبذلك قَرْن المَنازِلِ، وتُسمّى «السيل الكبير» يُحاذيها «وادي مَحْرَم» وقرن المنازل أو السيل الكبير على طريق مكة النازل على وادي نخلة، حيث نَزَل رسول الله ﷺ ليلة ردّه أهل الطائف. و«وادي مَحْرَم» على طريق الهدا، النازل بالقرب من عرفات. وهو ميقات أهل نجد.

## عناصر المشروع
يتكون المشروع من مسجد مساحته 25×40م، ومئذنة بارتفاع 30 م، و192 ميضأة، و768 دورة مياه، و13 وحدة سكنية، ومواقف للحافلات وأُخرى للسيارات، ومحال لبيع لوازم مريدي الإحرام.

## الخدمات

صورة من داخل مسجد ميقات وادي محرم

ويخدم الميقات العديد من محلات بيع مستلزمات العمرة للعابرين بالإضافة إلى وجود مواقف للسيارات ودورات مياه عامة ومواضئ وكافة الخدمات المساندة، وتعبر الحافلات طريق السيل مرورا بميقات قرن المنازل، بينما تسلك اغلب السيارات الصغيرة والعائلية طريق الهدا – الكر (وادي محرم) لقصر المسافة وقرب الطائف من مكة المكرمة عبر هذا المحور.

### المرافق والصيانة
وقد سخرت إدارة الأوقاف والمساجد والدعوة والإرشاد بالطائف كافة الإمكانات والتجهيزات من خلال صيانة ونظافة وتجديد السخانات الكهربائية، وكافة أعمال الكهرباء وتزويد بعض المواقع بالكشافات والمصابيح.

### المرافق
يتكون الميقات من مصلى الرجال الذي لنحو 1500 شخص، فيما يتسع مصلى النساء لـ 500 امرأة، كما أن الميقات يحتوي على مركز صحي تابع للشؤون الصحية بالطائف يعمل على مدار الساعة، ومركز للشرطة والمرور ومكتب لتوزيع المطبوعات.
وكما أن هناك 216 دورات مياه منها 108 للرجال و 108 للنساء كما خصص بعض منها لذوي الاحتياجات الخاصة، وكما أن المواقف الخارجية للميقات تمت توسعتها بإضافة مواقف على مدخل الميقات من الأسفل تتسع لأكثر من 300 سيارة، وحيث أن ميقات وادي محرم ذو جاهزية كاملة لاستقبال الحجاج وتخصيص شركة لأعمال النظافة والصيانة.

### المطبوعات

المدخل الرئيسي لميقات وادي محرم

لدى وكالة المطبوعات والبحوث بوزارة الشؤون الإسلامية خطة عمل دائمة تبدأ من ربيع الأول وحتى موسم الحج تتمثل في برنامج العمرة وبرنامج الحج، حيث يوزع المكتب ما بين 1000- 2000 نسخة من المطبوعات بمختلف اللغات التي تتنوع من أسطوانات وأشرطة ومطويات وكتيبات دينية وإرشادية بمناسك الحج وهدايا تحتوي على مقتطفات دينية توعوية بعدة لغات. حيث يواجد مكتب داخل المصلى تشرف عليه وزارة الشؤون الإسلامية للفتاوى واستفسارات الحجاج، حيث يتواجد به الدعاة على مدار اليوم بمعدل داعية كل 4 ساعات.

### التوعية الصحية
جهزت صحة الطائف المركز الصحي بميقات وادي محرم بكافة التجهيزات من صيدلية وإسعاف لنقل الحالات الطارئة للمستشفيات والمراكز بالمحافظة، إضافة إلى تواجد طبيب وممرض ومثقف صحي لتوعية وتثقيف الحجاج حول كثير من الأمراض والعادات الخاطئة والأمراض الشائعة وبعض اللوحات الإرشادية داخل المصلى والمطويات والنشرات التوعوية، كما أن العمل بالمركز يبدأ من أول أيام ذي الحجة وحتى التاسع منه.
فعادة يعمل فريق توعوي متكامل من “صحة الطائف”، على تعزيز التوعية الصحية للمعتمرين بميقات وادي محرم. وتأتي تلك التوعية في إطار الخطط التوعوية لموسم شهر رمضان المبارك، نظراً لكثرة المعتمرين في هذا الشهر المبارك.
حيث أن الفريق يعمل على فترتين الأولى لمدة ثلاث ساعات من بعد صلاة الظهر، وثلاث ساعات أيضا من بعد صلاة العشاء، يتم خلالها توزيع أكثر 1500 مطوية يومياً، بالإضافة إلى توزيع أكثر من 500 كمامة، كما يقوم الفريق بالإجابة على استفسارات المعتمرين عن طريق المثقفين الصحيين المتواجدين مع الفريق. ويذكر أن عدد المستفيدين من هذا الفريق التوعوي قرابة 100 شخص يومياً.

## كثافة العبور
سجل ميقات ووادي محرم بمحافظة الطائف كثافة عبور من المعتمرين منذ بدء شهر رمضان، ويعبر مواقيت الطائف يومياً قرابة 20 ألف  معتمر في طريقهم إلى الحرم المكي الشريف، حيث يتدفق المعتمرون القادمون من المناطق الجنوبية والوسطى والشرقية ودول مجلس التعاون الخليجي عبر طرق الطائف في طريقهم إلى مكة المكرمة.

## هوامش
- 1 : النخلة اليمانية: واد يصب من قرن المنازل، ويصب فيه يدعان، يجتمع مع النخلة اليمانية في بطن مر وسبوحة.